# Стандарт-костинг
Стандарт-костинг (стандарт кост, нормативный учёт, англ. standard cost) — система калькуляции себестоимости по нормативным издержкам. 

## Определение
Английский профессор Колин Друри определяет стандарт-костинг как метод калькуляции себестоимости по нормативным издержкам.
Также стандарт-костинг определяется как нормативный метод учета затрат и финансовых результатов, при котором учитываются затраты и выручка по нормативным (плановым) показателям, а отклонения от плановых норм учитываются отдельно и списываются в конце периода, в результате чего устанавливаются фактические затраты и финансовые результаты предприятия.
Согласно БСЭ нормативный метод — это метод учёта затрат, когда затраты учитываются раздельно по нормам, отклонениям от норм и изменениям норм, где повседневный учёт отклонений от норм усиливает контроль за затратами на производство (характерен для массового машиностроения и других отраслей, где продукция состоит из разнообразных деталей).

## Применение
Система калькуляции себестоимости по нормативным издержкам применяется на предприятиях с повторяющимися операциями, или когда производственный процесс состоит из серии общих операций.

## Цели и задачи стандарт-костинга
Выделяются следующие цели использования калькуляции себестоимости по нормативным издержкам:
1. прогноз будущих затрат для принятия решений;
2. определение цели для менеджеров предприятия (наличие четко заданной цели в количественном виде мотивирует менеджеров на достижение показателей);
3. составление смет, в том числе для мотивации сотрудников (при использовании нормативных издержек время оставления смет сокращается);
4. контроль над плановыми показателями (при использовании нормативных показателей возникают отклонения, которые подвергаются детальному анализу);
5. упрощение процедуры отнесения издержек на продукцию, оценки товарно-материальных ценностей (учёт запасов и реализованной продукции идёт по нормативным издержкам, а затем разносятся все отклонения, появившиеся за период, которые не распределяются по продуктам, а относятся на центр ответственности);
6. определение качества нормативов (стандартов) и пути их совершенствования[2].

Задачи нормативного метода:
- создание системы норм и нормативов и на их основе определение рационального нормативного уровня затрат (себестоимости) на производство продукции;
- определение нормативных затрат по каждому виду продукции в разрезе калькуляционных статей расходов;
- учёт в оперативном режиме изменений норм и нормативов, отклонений от норм по местам возникновения, центрам затрат, центрам ответственности и причинам их возникновения;
- контроль и обобщения данных о фактических потерях и непроизводительных расходах;
- расчёт фактической себестоимости продукции (работ, услуг) на основе предварительно рассчитанных нормативных затрат (калькуляции);
- сбор данных о производственных затратах для технико-экономической политики на предприятиях;
- создание отчетной базы для нормирования и планирования затрат;
- постоянное повышение достоверности, точности и оперативности учета затрат;
- оценка результатов работы производственных подразделений и предприятия в целом.

### Отклонения от плановых показателей
Группировка причин отклонений от норм расхода сырья:
- замена сырья и материалов (по габаритам, качеству, наименованиям);
- замена полуфабрикатов собственного производства покупными и наоборот;
- несоответствие сырья и материалов стандартам или техническим условиям;
- изменение качества исходного сырья и материалов;
- отклонения при раскрое;
- изменение технологии и технических параметров;
- неисправность оборудования и инструментов;
- использование отходов вместо полноценных материалов и наоборот;
- недостатки в конструкции продукции;
- отклонение плановых сумм транспортно-заготовительных расходов от фактических;
- прочие причины.

Группировка причин отклонений от норм трудовых затрат:
- ошибки в чертежах и технологической документации;
- несоответствие разряда работ разряду рабочего;
- выполнение дополнительных операций, не предусмотренных технологическими процессами;
- выполнение работ на менее производительном оборудовании, не предусмотренном технологическим процессом;
- неудовлетворительная наладка оборудования;
- выполнение дополнительных операций, вызванных несоответствием материалов установленным стандартам и техническим условиям;
- замена одного вида сырья или материала другим;
- применение инструментов и приспособлений, не соответствующих технологическому процессу;
- замена полуфабрикатов и деталей собственного производства покупными и наоборот;
- отступления от нормальных условий работы (сверхурочные работы, работы в выходные и праздничные дни);
- несоответствие фактически начисленной зарплаты рабочих повременщиков за отработанное время нормативной заработной плате;
- прочие причины.

Группировка причин отклонений на практике:
1. Изменение технологии.
2. Изменение нормативов.
3. Переделка некачественно выполненных работ.
4. Брак (неисправимый).
5. Отсутствие материалов, топлива, ГСМ.
6. Отсутствие электроэнергии.
7. Отсутствие автотранспорта.
8. Поломки оборудования и механизмов.
9. Аварийные и внеплановые ремонты механизмов и оборудования.
10. Отсутствие фронта работ.
11. Простои по атмосферным условиям (внутрисменные и целосменные).
12. Замена материалов на более дорогостоящие.
13. Перерасход материалов (количественный).
14. Исправления конструкций, полученных от поставщиков.
15. Перерасход количества машиносмен механизмов.
16. Излишние (против норм) автомобильные перевозки.
17. Нарушения трудовой дисциплины.
18. Метеорологические условия и т. д.

Виновники отклонений:
1. Производитель работ, мастер, механик, менеджер.
2. Рабочие бригады (звена).
3. Отдел снабжения.
4. Отдел главного механика